# Gruppo 3 della classificazione IARC delle sostanze cancerogene
Gli agenti e le circostanze espositive elencate in questa lista sono state classificate come gruppo 3 dall'Agenzia internazionale per la ricerca sul cancro: l'agente o la circostanza non è classificabile come cancerogena per l'uomo. In questa categoria viene aggiunto tutto ciò che dimostra prove inadeguate di cancerogenicità negli esseri umani e inadeguate o limitate nei modelli animali. Eccezionalmente, gli agenti per i quali le prove sono inadeguate nell'uomo ma sufficienti negli animali da esperimento possono essere inseriti in questa categoria solo se esiste una forte evidenza che il meccanismo di cancerogenicità negli animali da esperimento non funziona nell'uomo.
In questa lista compaiono 500 agenti e circostanze espositive tra le oltre 1000 studiate dallo IARC.
L'agenzia non specifica quanto sia probabile sviluppare forme tumorali a seguito dell'esposizione ad un agente, ma solo se è probabile o meno. Fa infatti riferimento al concetto di pericolo, intrinseco nella natura di talune molecole o agenti.
Nel caso si voglia approfondire il valore di probabilità che un agente elencato faccia sviluppare forme tumorali, bisogna consultare il rischio ad esso associato, redatto dall'autorità europea per la sicurezza alimentare (EFSA) e dal comitato di esperti congiunto FAO/OMS sugli additivi alimentari (JECFA).

## Agenti fisici
- Campi elettrici a frequenza estremamente bassa
- Campi elettrici statici
- Campi magnetici statici
- Illuminazione fluorescente

## Agenti chimici

### Sostanze
- 2-ammino-5-nitrofenolo
- 4-ammino-2-nitrofenolo
- 2-ammino-5-nitrotiazolo
- Ampicillina
- Anestetici volatili
- Angelicina assieme alla radiazione UV A
- Anidride succinica
- Antimonio (V)
- Antrene
- Araldite
- Arancio di acridina
- Atrazina
- Aurotioglucosio
- Aziridil benzochinone
- Azobenzene
- β-picolina
- Bis(2,3-epossiciclopentil)etere
- Bis(2-cloro-1-metiletil)etere
- Bis(2-cloroetil)etere
- Bis(2-idrossietil)ditiocarbammato di potassio
- 1,2-Bis(clorometossi)etano
- 1,4-Bis(clorometossimetile)benzene
- Bisolfito
- Bromocloroacetonitrile
- Bromoetano
- Bromoformio
- Bromuro di metile
- Butilbenzilftalato
- Butilidrossitoluene (BHT)
- 2-Butossietanolo
- Caffeina
- Cantaridina
- Capitano
- Caprolattame
- Carbammato di metile
- Carbammato di n-propile
- Carbarile
- 3-carbetossipsoralene
- Carmoisina
- Carragenina
- Ciclamato
- Cicloclorotina
- Cicloesanone
- 5,6-ciclopenteno-1,2-benzantracene
- Cimetidina
- Cinnamil antranilato
- Citrinina
- Clofibrato
- Clomifene citrato
- Cloramina
- Clordimeforme
- Clorito di sodio
- Cloroacetonitrile
- Clorobenzilato
- Clorochina
- Clorodibromometano
- Clorodifluorometano
- Cloroetano
- Clorofluorometano
- 4-cloro-meta-fenilendiammina
- 3-cloronitrobenzene
- 5-cloro-o-toluidina
- Cloroprofam
- 2-cloro-1,1,1-trifluoroetano
- Cloruro di acriflavinio
- Cloruro di allile
- Cloruro di metile
- Cloruro di polivinile
- Colesterolo
- Coloranti e pigmenti:
  - Blu Brillante FCF, sale disodico
  - Blu di metilene
  - CI Arancio acido 20
  - CI Arancio acido 3
  - CI Arancio G
  - D&C Rosso N. 9
  - Eosina
  - Evans blu
  - FCF Giallo Tramonto
  - FCF verde veloce
  - Giallo AB
  - Giallo disperso 3
  - HC Blu N. 2
  - HC Giallo N. 4
  - HC Rosso N. 3
  - OB giallo
  - Pigmento CI rosso 3
  - Ponceau SX
  - Rosso metile
  - Rosso scarlatto
  - Rosso Sudanese 7B
  - Sudan I
  - Sudan II
  - Sudan III
  - Sudan Marrone RR
  - Tino giallo 4
  - Verde chiaro SF
  - Verde Guinea B
  - Verde malachite
  - Viola di leucogenzia (vedi anche Viola di genziana)
  - VRS blu
- Complesso ferro-sorbitolo-acido citrico
- Complesso ferro-destrina
- Composti dell'arsenico (Arsenobetaina e altri che non vengono metabolizzati nell'uomo)
- Composti del cromo (III) e cromo metallico
- Composti del mercurio
- Composti del piombo
- Composti del selenio
- Copolimeri acrilonitrile-butadiene-stirene
- Copolimeri di cloruro di vinile-acetato di vinile
- Copolimeri di vinilidene cloruro-vinilcloruro
- Copolimeri stirene-acrilonitrile
- Copolimeri stirene-butadiene
- Crisoidina
- Cumarina
- Dapsone
- Deltametrina
- Diacetilamminoazotoluene
- 1,2-diammino-4-nitrobenzene
- 1,4-diammino-2-nitrobenzene
- 2,5-diamminotoluene
- Diazepam
- Diazometano
- Dibenzofurani policlorurati
- Dibenzo-p-diossina
- Dibenzo-p-diossine policlorurate (diverse dalla 2,3,7,8-tetraclorodibenzo-p-diossina)
- Dibenzotiofene
- Dicloroacetilene
- Dicloroacetonitrile
- 2,6-dicloro-p-fenilendiammina
- Dicofol
- Didanosina
- Dietilditiocarbammato di sodio
- 2,4'-difenildiammina
- 1,2-diidroaceantrilene
- Diidrossimetilfuratrizina
- 4,4'-dimetilangelicina in presenza di radiazione ultravioletta A
- 4,5'-dimetilangelicina in presenza di radiazione ultravioletta A
- 1,4-dimetilfenantrene
- Dimetossano
- 3,3'-dimetossibenzidina-4,4'-diisocianato
- Dinitrosopentametilentetrammina
- 3,5-dinitrotoluene
- Diossido di zolfo
- Disulfiram
- Ditranolo
- D-Limonene
- Doxefazepam
- Doxilamina succinato
- Droloxifene
- Dulcin
- Ematite
- Endrin
- 3,4-epossi-6-metilcicloesilmetil-3,4-epossi-6-metilciclo-esancarbossilato
- Esaclorobutadiene
- Esaclorofene
- Estazolam
- Etil telluraco
- Etile selenac
- Etilene
- Etilenetiourea
- Etionamide
- Eugenolo
- Fenelzina solfato
- Fenicarbazide
- Fenilbutazone
- Fenolo
- Fenvalerate
- Ferbam
- Fluometurone
- Fluorantene
- Fluorone
- 5-fluorouracile
- Fluoruri
- Fluoruro di vinilidene
- Furazolidone
- Furfurolo
- Furosemide
- γ-butirrolattone
- Gemfibrozil
- Giromitrina
- Glicidil oleato
- Glicidil stearato
- Icantone mesilato
- Idralazina
- Idrazide maleica
- Idrocarburi policiclici aromatici:
  - Benzo[a]acridina
  - Benzo[c]acridina
  - Benzo[l]aceantrilene
  - Benzo[a]fluorantene
  - Benzo[a]fluorene
  - Benzo[b]crisene
  - Benzo[b]fluorene
  - Benzo[b]nafto[2,1-d]tiofene
  - Benzo[c]fluorene
  - Benzo[e]pirene
  - Benzo[g]crisene
  - Benzo[ghi]fluorantene
  - Benzo[ghi]perilene
  - Coronene
  - Dibenzo[a,c]antracene
  - Dibenzo[a,j]antracene
  - Dibenzo[a,e]fluorantene
  - Dibenzo[a,e]pirene
  - Dibenzo[e,l]pirene
  - Dibenzo[h,rst]pentafene
  - Fenantrene
  - 11H-benzo[bc]aceantrilene
  - 4H-ciclopenta[def]crisene
  - 13H-dibenzo[a,g]fluorene
  - 1-metilcrisene
  - 2-metilcrisene
  - 3-metilcrisene
  - 4-metilcrisene
  - 6-metilcrisene
  - 1-metilfenantrene
  - 2-metilfluorantene
  - 3-metilfluorantene
  - 7-metilpirido[3,4-c]psoralene
  - Nafto[1,2-b]fluorantene
  - Nafto[2,1-a]fluorantene
  - Nafto[2,3-e]pirene
  - 9-nitroantracene
  - 7-nitrobenzo[a]antracene
  - 6-nitrobenzo[a]pirene
  - 1-nitronaftalene
  - 2-nitronaftalene
  - 2-nitropirene
  - Pirene
  - Pirido[3,4-c]psoralene
- Idrochinone
- 4-idrossiazobenzene
- 8-idrossichinolina
- Idrossiurea
- Ioduro di metile
- Isatidina
- Isofosfamide
- Isoniazide
- Isosafrolo
- Isotiocianato di allile
- Kaempferolo
- Luteoschirina
- Malonaldeide
- Mannomustina dicloridrato
- Medfalan
- 6-mercaptopurina
- Metabisolfiti
- m-cresidina
- m-diclorobenzene
- m-fenilendiammina
- Metil terz-butil etere
- 5-metilangelicina in presenza di radiazione ultravioletta A
- Metilparation
- Metilselenac
- 4,4'-metilendifenildiisocianato
- Metilgliossale
- Metilmetacrilato
- Metimazolo
- Metossicloro
- Metotrexato
- Monurone
- Morfolina
- Muschio xilene
- N-metil-N,4-dinitrosoanilina
- N'-Nitrosoanabasina (NAB)
- N'-Nitrosoanatabina (NAT)
- N-nitrosodifenilammina
- N-nitrosoguvacina
- N-nitrosoguvacolina
- N-nitrosoidrossiprolina
- N-nitrosoprolina
- N-vinil-2-pirrolidone
- N,N'-dietiltiourea
- N,N-Dimetilanilina
- 1,5-naftalendiammina
- 1,5-naftalene diisocianato
- 1-naftilammina
- 1-naftiltiourea (ANTU)
- Nanotubi di carbonio, a parete singola e a pareti multiple (diversi da MWCNT-7)
- n-butile acrilato
- N-fenil-2-naftilammina
- Nitiazide
- 4-nitrobifenile
- 3-nitrofluorantene
- Nitrofurazone
- Nitrofurantoina
- 5-nitro-o-anisidina
- 5-nitro-o-toluidina
- Nitrotoluene
- Nitrovina
- Nodularine
- Nylon6
- o-diclorobenzene
- o-fenilfenolo
- Ossido di cobalto (II, III)
- Ossido di decabromodifenile
- Ossido di ferro saccarato
- Ossido di tris(1-aziridinil)fosfina
- Ossido di tris(2-metil-1-aziridinil)fosfina
- Ossido ferrico
- Ossifenbutazone
- Palygorskite (fibre corte, < 5 micrometri)
- p-anisidina
- p-benzochinone diossima
- p-chinone
- p-dimetilamminoazobenzenediazo solfonato di sodio
- p-fenilendiammina
- p-nitrosodifenilammina
- Paracetamolo
- Patulina
- Pentacloroetano
- Perilene
- Permetrina
- Perossido di benzoile
- Perossido di idrogeno
- Perossido di lauroile
- Petasitenina
- Picloram
- Piperonilbutossido
- Pirimetamina
- Policloroprene
- Policlorurati terpenici
- Polietilene
- Polimetilene polifenil isocianato
- Polimetilmetacrilato
- Polipropilene
- Polistirolo
- Politetrafluoroetilene
- Polivinilpirrolidone
- Prazepam
- Prednimustina
- Prednisone
- Pronetalolo cloridrato
- Propilene
- Ptaquiloside
- Quercetina
- Quintozene (pentacloronitrobenzene)
- Rame 8-idrossichinolina
- Reserpina
- Resorcina
- Retrorsina
- Rifampicina
- Ripazepam
- Rodamina 6G
- Rodamina B
- Rosiglitazone
- Rugulosina
- Saccarina e suoi sali
- Sali di ipoclorito
- Sali di proflavina
- Sali di tetrakis(idrossimetil)fosfonio
- Semicarbazide cloridrato
- Senecifillina
- Senkirkine
- Sepiolite
- Silice amorfa
- Simazina
- Sinfitina
- Solfiti
- Solfuro di bis(1-aziridinil)morfolinofosfina
- Solfuro di cobalto (II)
- Solfuro di etilene
- Sostanze della vitamina K
- Spironolattone
- Sulfisossazolo
- Sulfametazina
- Sulfametossazolo
- T2-tricotecene
- Talco non contenente amianto né fibre asbestiformi
- Temazepam
- Teobromina
- Teofillina
- 2,2',5,5'-tetraclorobenzidina
- Tiourea
- Toluene
- Toluene vinilico
- Toremifene
- Trans-1,4-diclorobutene
- Triclorfon
- Tricloroacetonitrile
- 1,1,2-tricloroetano
- Trietanolammina
- Trietilenglicole diglicidil etere
- Trifenilene
- Trifluralin
- 4,4',6-trimetilangelicina più radiazione ultravioletta A
- 2,4,5-trimetilanilina
- 2,4,6-trimetilanilina
- 4,5',8-trimetilpsoralene
- 2,4,6-trinitrotoluene
- Triaziquone
- Tris(2-cloroetil)fosfato
- 2,4,6-Tris(1-aziridinil)-s-triazina
- 1,2,3-Tris(clorometossi)propano
- Vinblastina solfato
- Vincristina solfato
- Wollastonite
- Xilene
- 2,4-xilidina
- 2,5-xilidina
- Zectran
- Zeoliti diverse dall'erionite (clinoptilolite, phillipsite, mordenite, zeolite giapponese non fibrosa, zeoliti sintetiche)

### Miscele
- Carburante per jet
- Combustibili distillati diesel, distillati
- Corpi estranei impiantati di cromo o titanio metallico e di leghe a base di cobalto, cromo e titanio, acciaio inossidabile e uranio impoverito
- Fibre acriliche e modacriliche
- Fibrille para-arammidiche
- Filamenti di vetro
- Lana di roccia
- Lana di scorie
- Materiali dentali
- Materiali polimerici organici
- Polvere di carbone
- Protesi mammarie al silicone
- Inchiostri da stampa
- Impianti in ceramica
- Isolamento in lana di vetro
- Oli combustibili
- Oli isopropilici
- Oli minerali altamente raffinati
- Olio crudo
- Schiume poliuretaniche
- Solventi petroliferi

## Agenti biologici

### Parassiti
- Schistosoma mansoni
- Opisthorchis felineus

### Funghi
- Fusarium graminearum
- Fusarium culmorum
- Fusarium crookwellense, tossine derivate da (zearalenone, deossinivalenolo, nivalenolo e fusarenone X)
- Fusarium sporotrichioides, tossine derivate da (tossina T-2)

### Piante
- Estratto di radice di Rubia tinctorum

### Virus
- Poliomavirus SV40
- Virus del papilloma umano (HPV) genere beta (eccetto i tipi 5 e 8) e genere gamma
- Virus dell’epatite D

- Virus linfotropico delle cellule T umane di tipo 2

## Circostanze espositive
- Consumo di tè o caffè (data la presenza di caffeina)
- Concia e lavorazione della pelle
- Esposizione professionale nella produzione di carburo di calcio
- Esposizione professionale nella produzione di pasta di legno e carta
- Esposizione professionale nella produzione di pelletteria
- Esposizione professionale nella produzione di vernici
- Esposizione professionale nella produzione di vetro
- Industrie del legname e delle segherie (compreso il disboscamento)

- Uso di prodotti per la colorazione dei capelli

- Uso di impianti ortopedici di composizione complessa e pacemaker cardiaci